# Semaeomyia dominicana
Semaeomyia dominicana är en stekelart som först beskrevs av Nel, Martínez-delclos och Dany Azar 2002.  Semaeomyia dominicana ingår i släktet Semaeomyia och familjen hungersteklar. Inga underarter finns listade i Catalogue of Life.